# Cal Roquet
Cal Roquet és una obra del municipi de la Fatarella (Terra Alta) inclosa en l'Inventari del Patrimoni Arquitectònic de Catalunya.

## Descripció
Es tracta d'una construcció entre mitgeres, amb façana al c/ de la Font, de planta rectangular format per planta baixa, dos pisos i golfes.
La planta baixa i el primer pis està realitzada amb carreus ben escairats i regulars.
El segon pis i les golfes estan fets de paredat arrebossat i pintat.
L'accés de la planta baixa es fa mitjançant un arc dovellat de mig punt i una porta secundària construïda posteriorment. A la primera planta trobem una finestra simètrica a l'arc i un balcó lateral.
La segona planta presenta un balcó simètric respecte les plantes inferiors i un balcó lateral asimètric. Les obertures de les golfes, asimètriques, són allargades i menys altes.
Queda ben clar que la construcció original correspon a la planta baixa i el primer pis. Les plantes superiors són afegides.